# Route 228 (Québec)
Pour les articles homonymes, voir Route 228.
La route 228 (R-228) est une route régionale québécoise d'orientation est / ouest située sur la rive sud du fleuve Saint-Laurent. Elle dessert la région administrative de Chaudière-Appalaches.

## Tracé
La route 228 commence sur la route 281 à Saint-Raphaël et se termine à Montmagny sur la route 132 sous le nom de « Chemin des Poirier », tout juste après avoir croisé à l'A-20. Elle sert principalement à relier quelques petits villages situés tout juste au sud-est de l'A-20.

## Localités traversées (d'ouest en est)
Liste des municipalités dont le territoire est traversé par la route 228, regroupées par municipalité régionale de comté.

### Chaudière-Appalaches
Bellechasse
- Saint-Raphaël
- Saint-Vallier

Montmagny
- Saint-François-de-la-Rivière-du-Sud
- Saint-Pierre-de-la-Rivière-du-Sud
- Montmagny

## Intersections majeures
| MRC         | Municipalité  | km    | Destinations                                        | Notes                |
| ----------- | ------------- | ----- | --------------------------------------------------- | -------------------- |
| Bellechasse | Saint-Raphaël | 0,00  | R-281 – La Durantaye, Saint-Raphaël, Saint-Magloire |                      |
| Montmagny   | Montmagny     | 23,40 | A-20 – Québec, Rivière-du-Loup                      | Sortie 376 de l'A-20 |
| Montmagny   | Montmagny     | 24,00 | Rue des Entrepreneurs                               | Carrefour giratoire  |
| Montmagny   | Montmagny     | 25,20 | R-132 (Boulevard Taché)                             |                      |
|             |               |       |                                                     |                      |